# Camellia hengchunensis
Espèce
Synonymes
- Camellia brevistyla var. brevistyla[2]
- Camellia hengchunensis C.E. Chang[2]
- Camellia tenuiflora (Hayata) Cohen-Stuart[2]
- Thea brevistyla Hayata[2]
- Thea gnaphalocarpa Hayata[2]
- Thea tenuiflora Hayata[2]
- Theopsis lungyaiensis Hu[2]

Statut de conservation UICN

 NT  : Quasi menacé
Camellia hengchunensis est une espèce de plantes à fleurs de la famille des Theaceae.